# Мемориал линкора «Аризона»

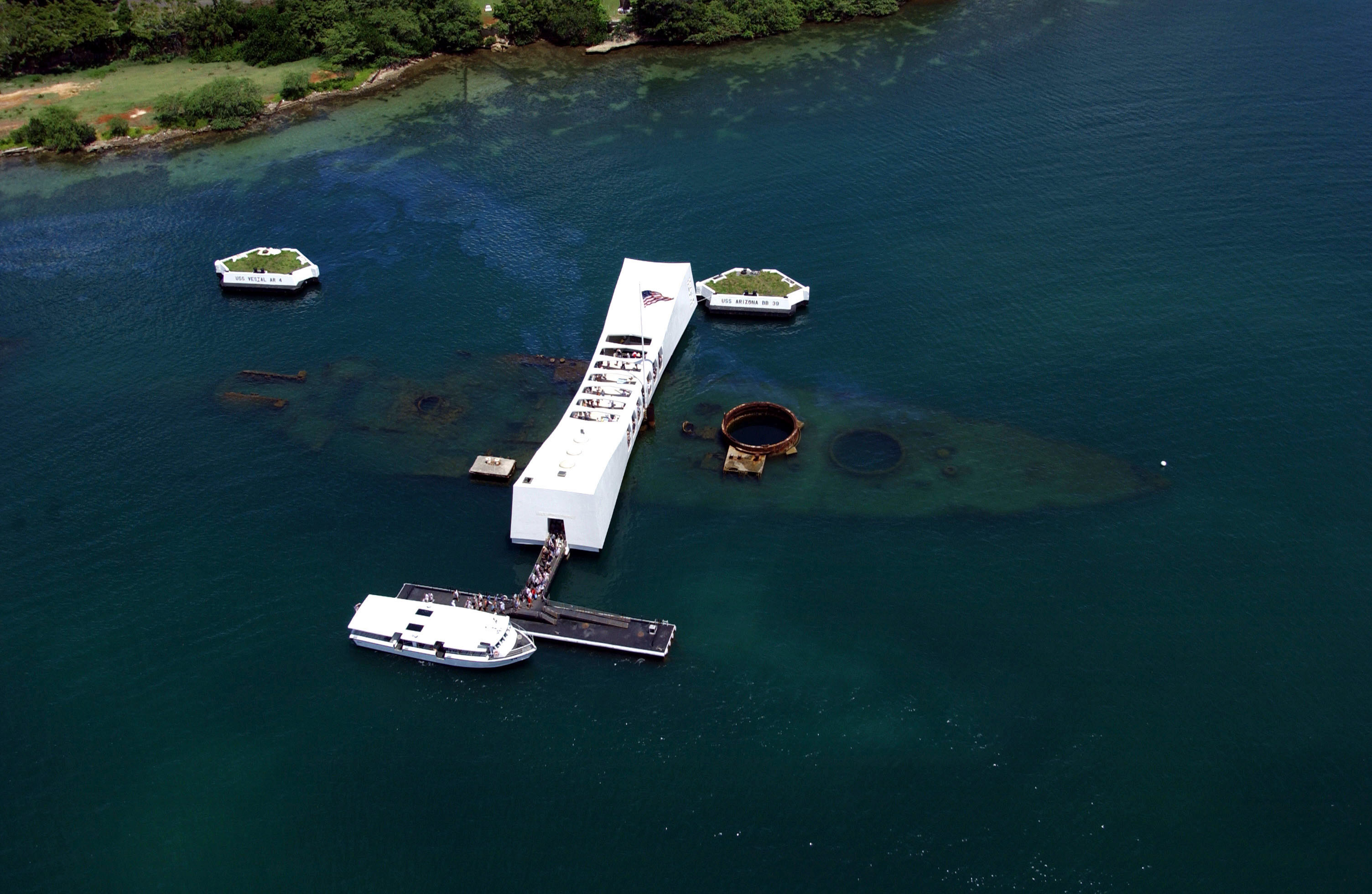
Мемориал линкора Аризона

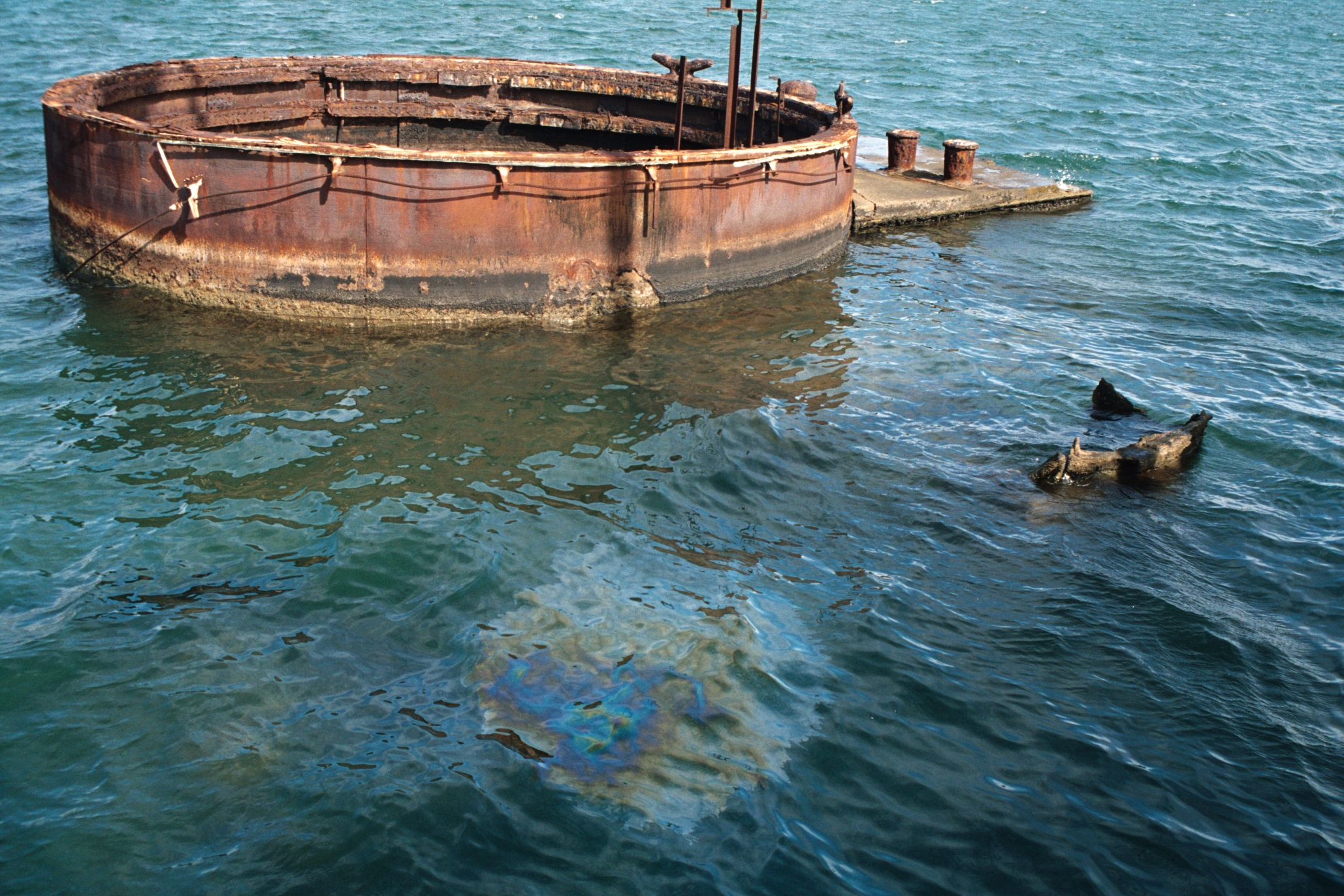
«Слёзы Аризоны»

Мемориал линкора «Аризона» расположен в Пёрл-Харбор на месте гибели линкора. Представляет собой бетонную конструкцию, установленную над затонувшим корпусом корабля, не касаясь его. Мемориал построен в честь погибших 1177 человек на линкоре Аризона во время нападения японских сил на Пёрл-Харбор 7 декабря 1941 года.
Мемориал был построен в 1962 году, с тех пор его посетило около одного миллиона человек. 5 мая 1989 года остатки затонувшего линкора объявлены национальным историческим памятником. К мемориалу можно попасть только по воде, для этого к нему пристроена пристань.
Возле входа в здание мемориала расположен один из трёх якорей «Аризоны», главный зал мемориала имеет семь окон, символизирующих дату нападения на Пёрл-Харбор. На стены здания нанесены имена всех 1177 погибших моряков с «Аризоны». На месте мемориала на поверхности воды по-прежнему появляются масляные пятна, всплывающие со дна, которые называют «слезами Аризоны».
Ещё до постройки мемориала появилась традиция, по которой каждый президент США должен хотя бы раз посетить место, где была затоплена «Аризона». Церемонию также посещали двое бывших императоров Японии — Акихито и Хирохито.

## Галерея

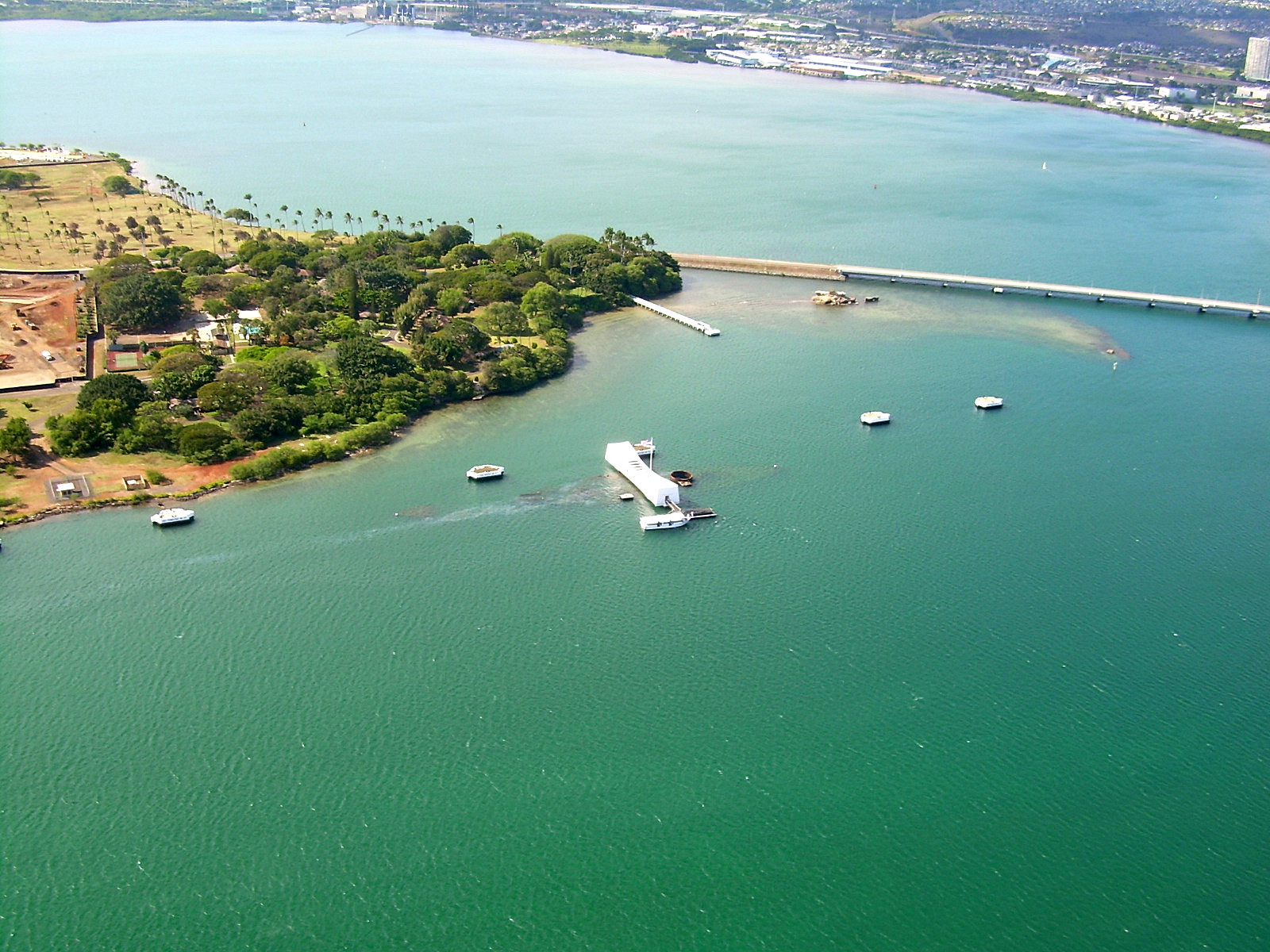
Вид сверху.
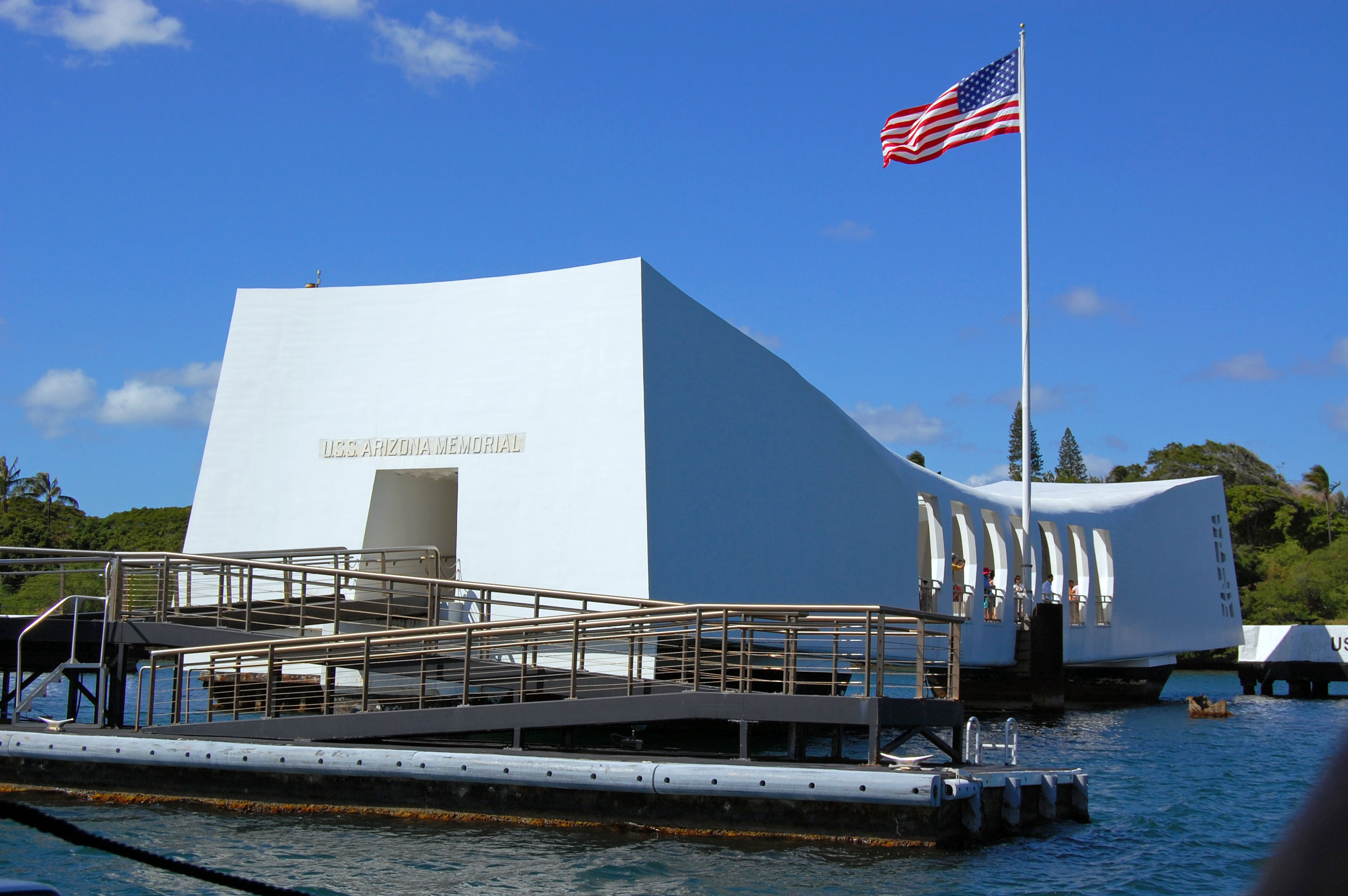
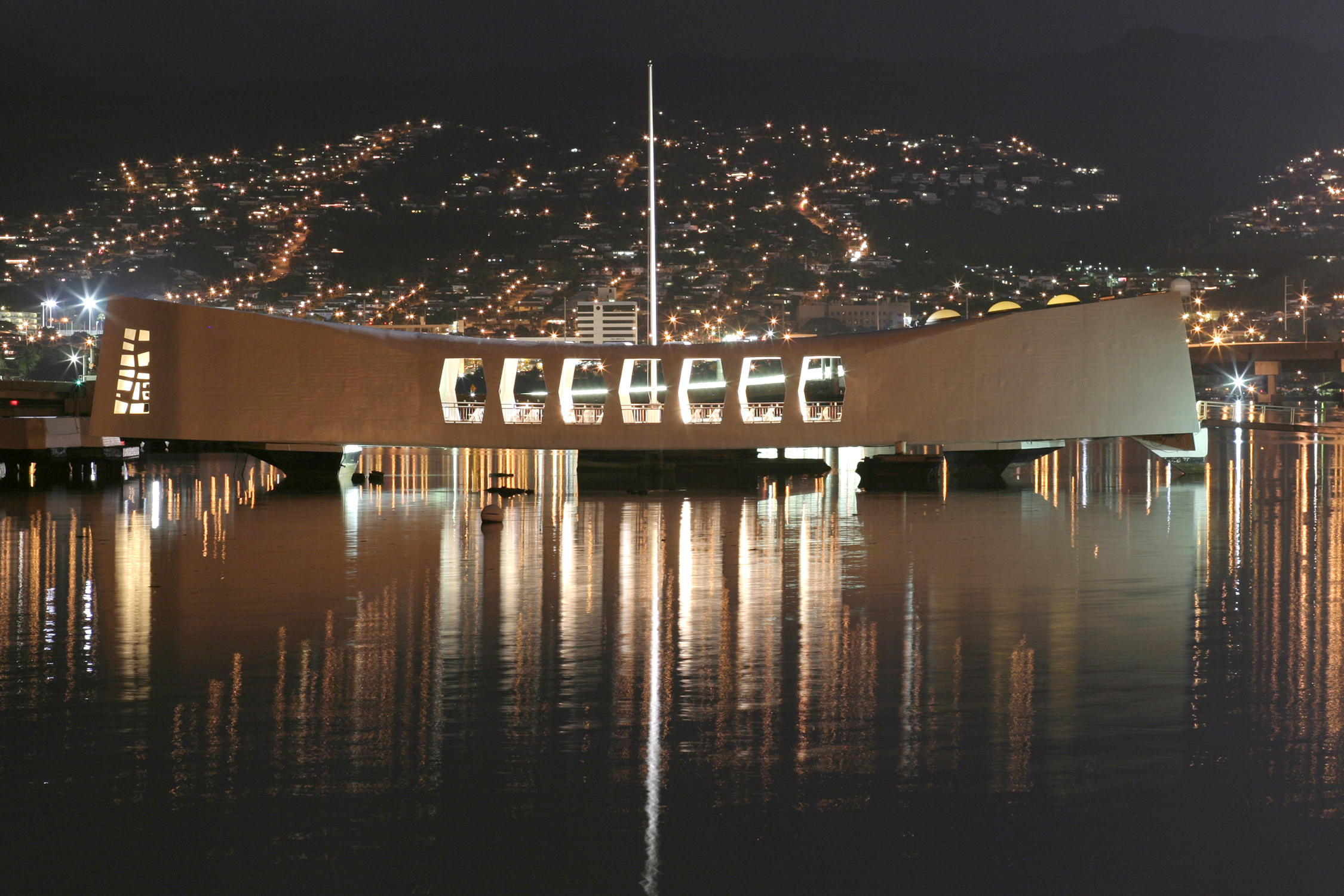
Вид ночью.
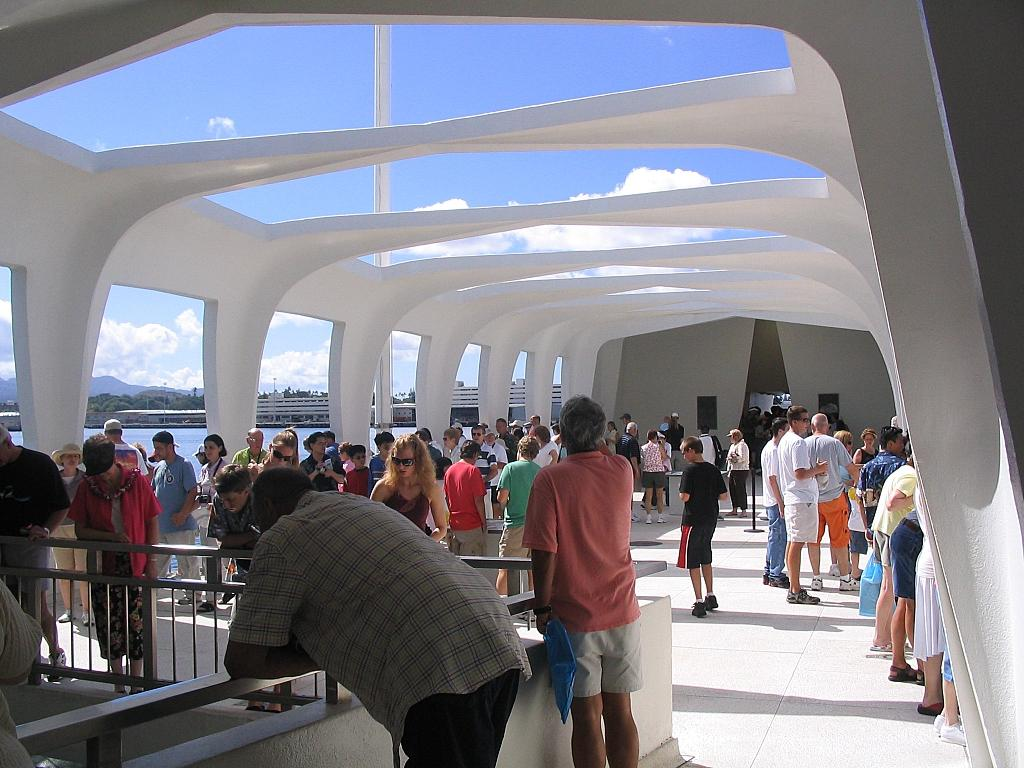
Посетители.
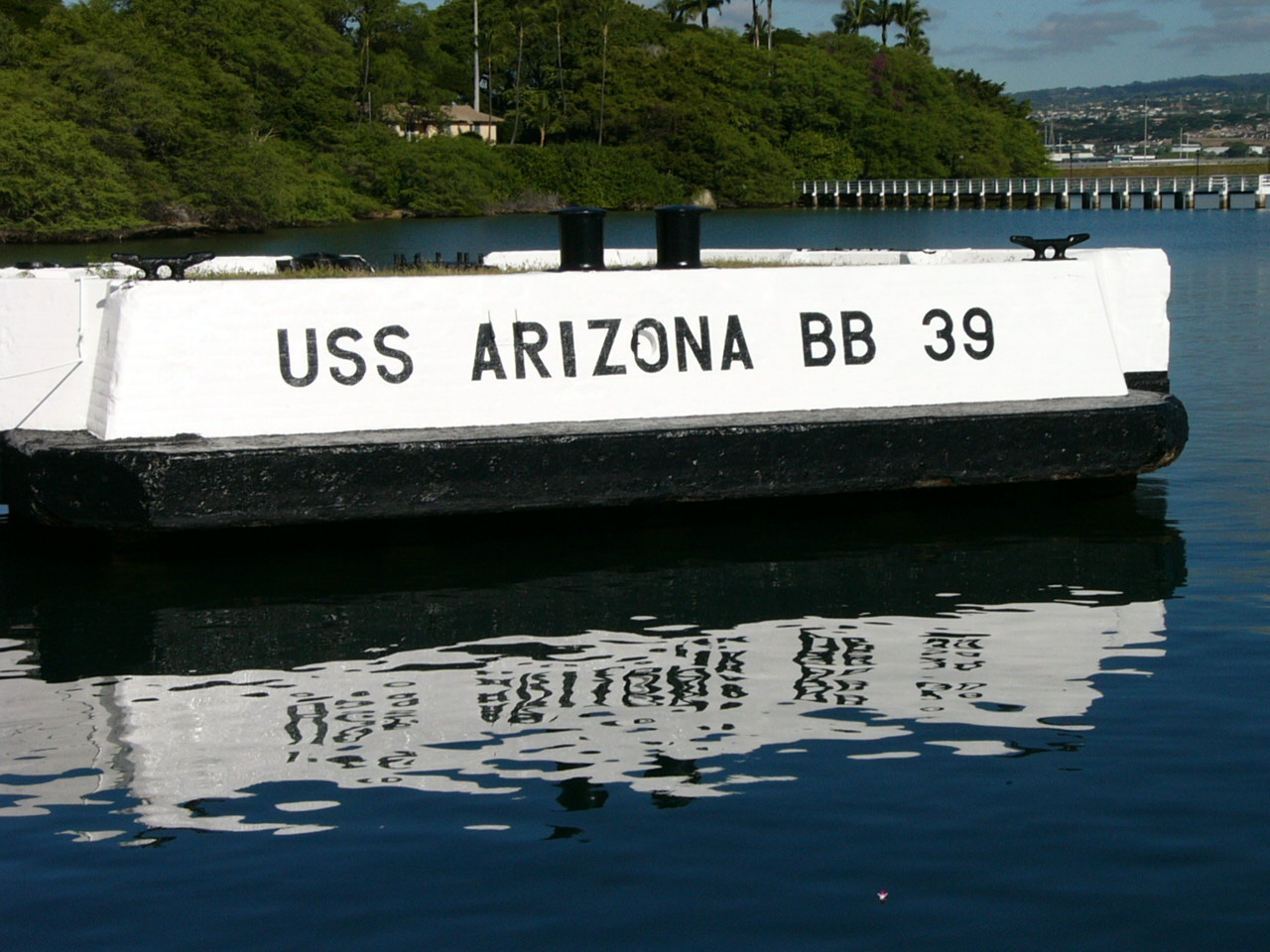
Пристань.
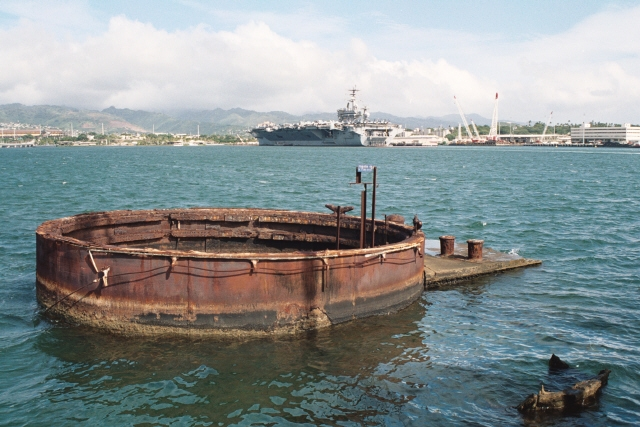
Барбет 3-й орудийной башни.
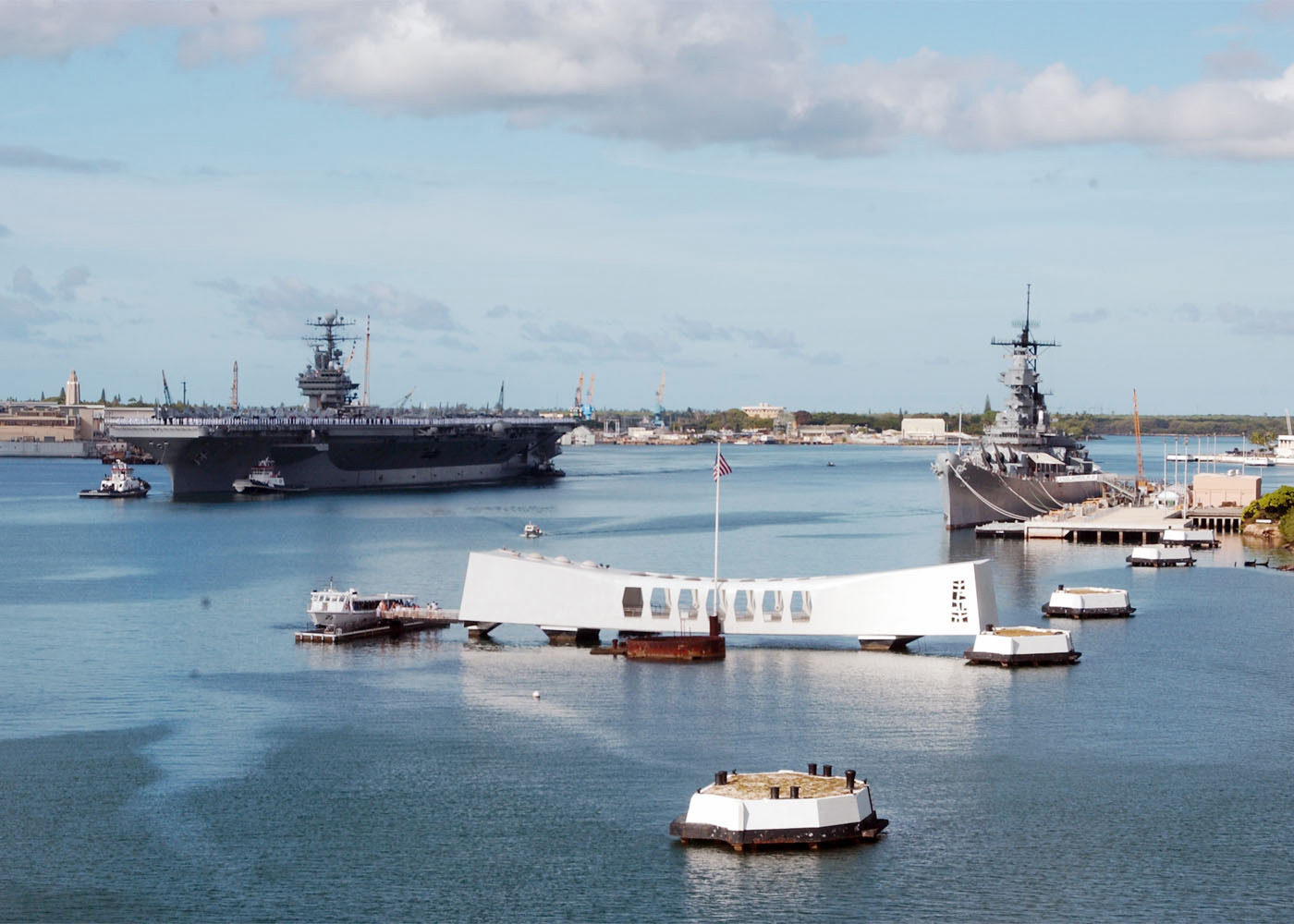
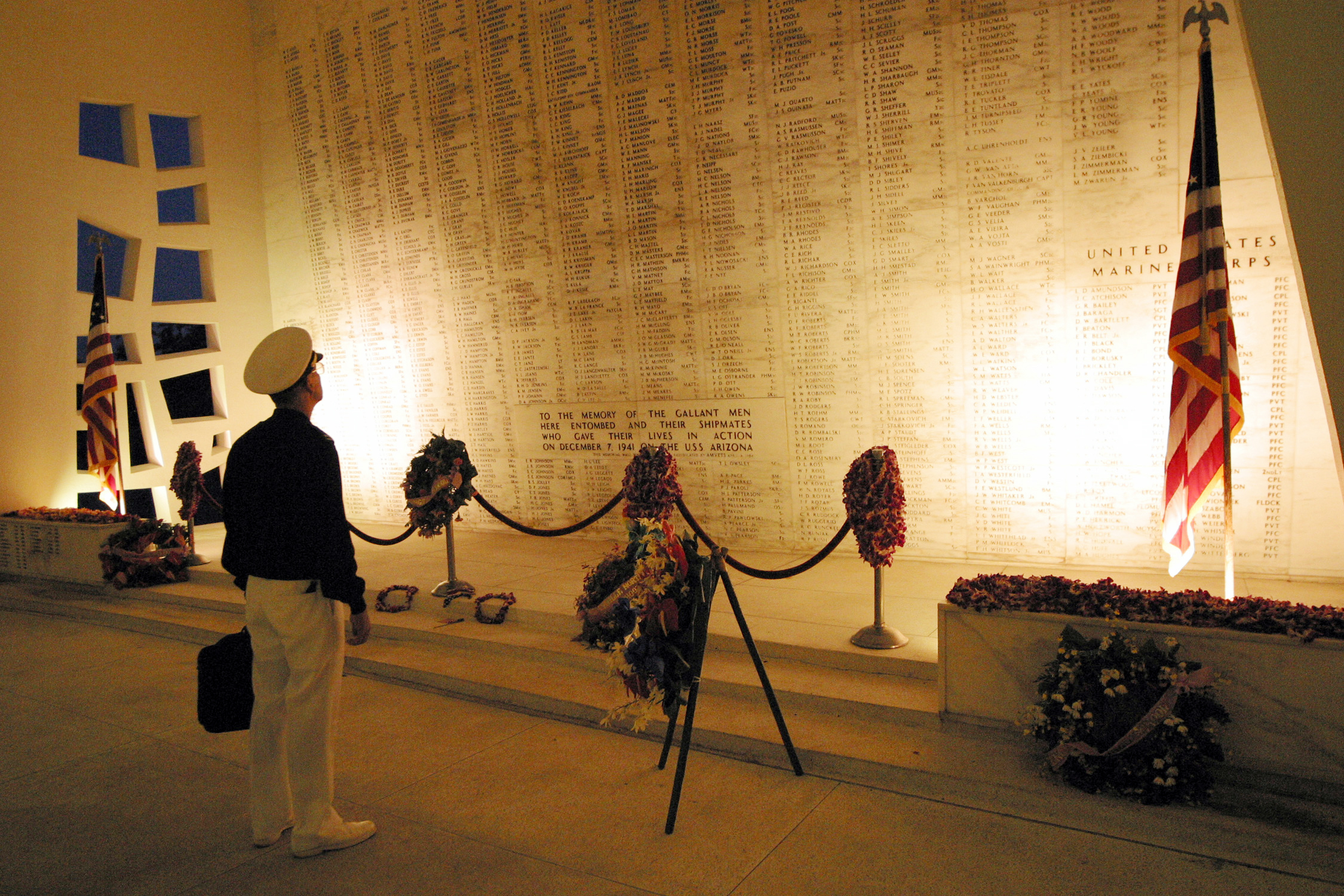
Стена с именами погибших.